# وسام لينين
وسام لينين (بالروسية: Орден Ленина) هو أحد الأوسمة التي كانت تمنحها حكومة الاتحاد السوفييتي. أنشأته اللجنة التنفيذية المركزية في 6 أبريل 1930، وسمي نسبة إلى فلاديمير لينين، قائد ثورة أكتوبر.

## الفئات الجديرة بالوسام
يمنح الوسام لكل من:
- المدنيين الذين يسدون خدمات جليلة للدولة
- أعضاء القوات المسلحة الممتازين في خدمتهم
- الأشخاص الذين يقومون بأعمال تعزز الصداقة والتعاون بين الشعوب وتدعم السلام
- الأشخاص الذين يسدون خدمات جديرة بالتقدير للدولة والمجتمع السوفييتين

يُمنح وسام لينين أيضًا إلى الحاصلين على لقبي «بطل الاتحاد السوفييتي» و«بطل العمل الاشتراكي» كجزء من التكريم. وقد مُنح هذا الوسام أيضًا إلى مدن وشركات ومصانع ووحدات عسكرية وسفن حربية، وكانت الشركات والمصانع والمؤسسات التعليمية والوحدات العسكرية التي تُمنح هذا الوسام تضيف اسم الوسام إلى ألقابها الرسمية.

## الحاصلون على الوسام
كان أول الحاصلين عليه جريدة كومسومولسكايا برافدا في 23 مايو 1930. كان أكثر الأشخاص حصولًا على هذا الوسام نيكولاي باتوليتشيف (وزير خارجية الاتحاد السوفييتي بين عامي 1958 و1985) الذي حصل عليه 12 مرة، يليه وزير الدفاع دميتري أوستينوف (11 مرة)، وحصل عليه من الأجانب الزعيم الكوبي فيدل كاسترو ورائدا الفضاء السوري محمد فارس والفييتنامي فام توان، والزعيم الجنوب أفريقي نلسون مانديلا والرئيس المصري جمال عبد الناصر والرئيس اليوغسلافي جوزيف بروز تيتو والعميل البريطاني السوفييتي المزدوج كيم فيلبي ورئيس نقابات عمال السودان  الشفيع احمد الشيخ .
بلغ عدد الأوسمة التي مُنحت منذ إنشاء الوسام 431418 وسامًا، كان آخرها في 21 ديسمبر 1991.

## معرض صور

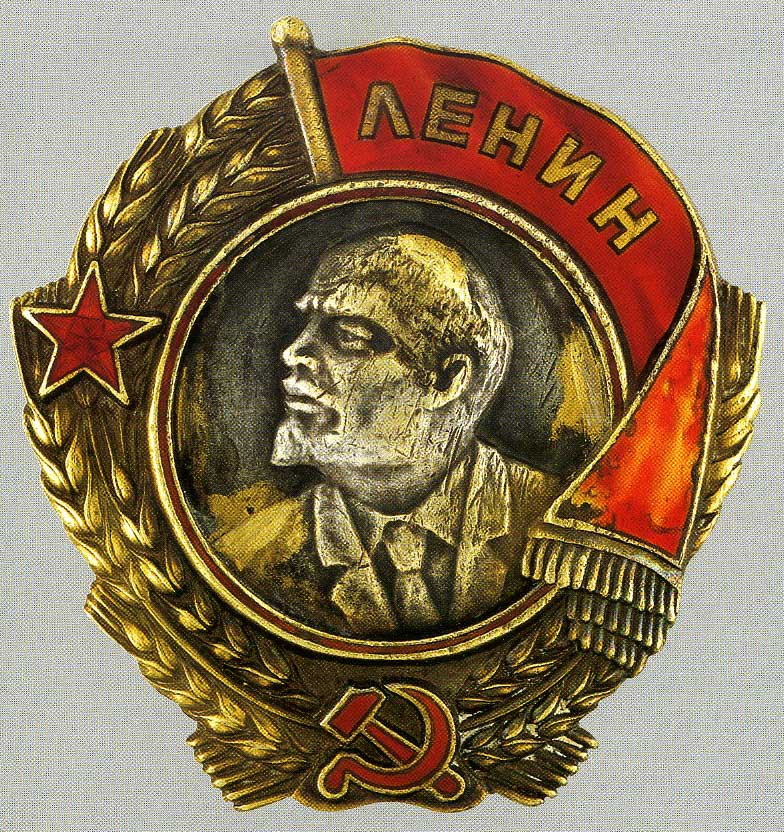
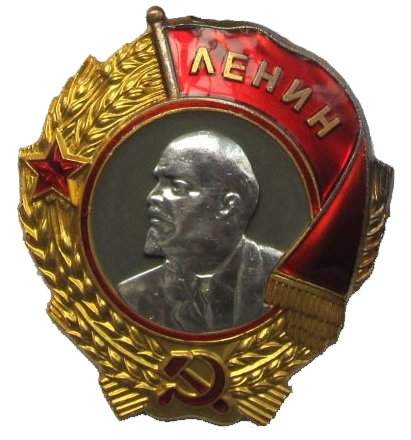
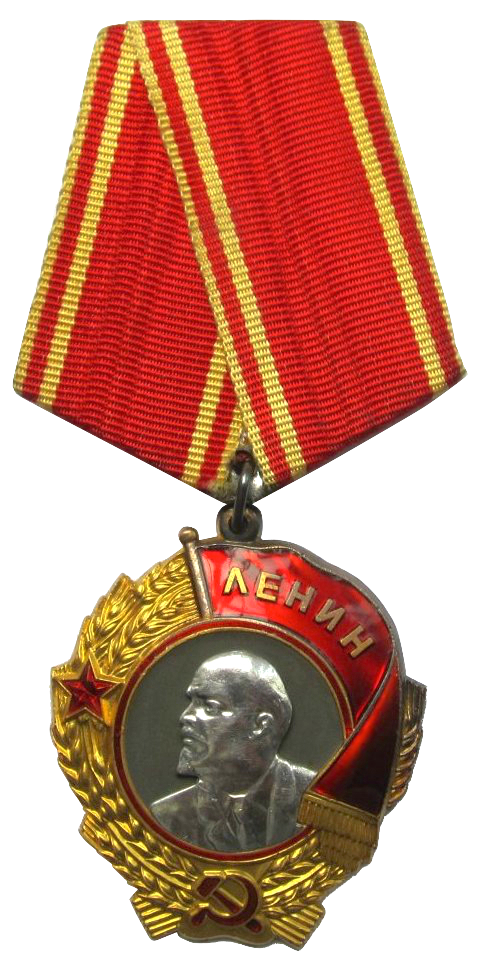
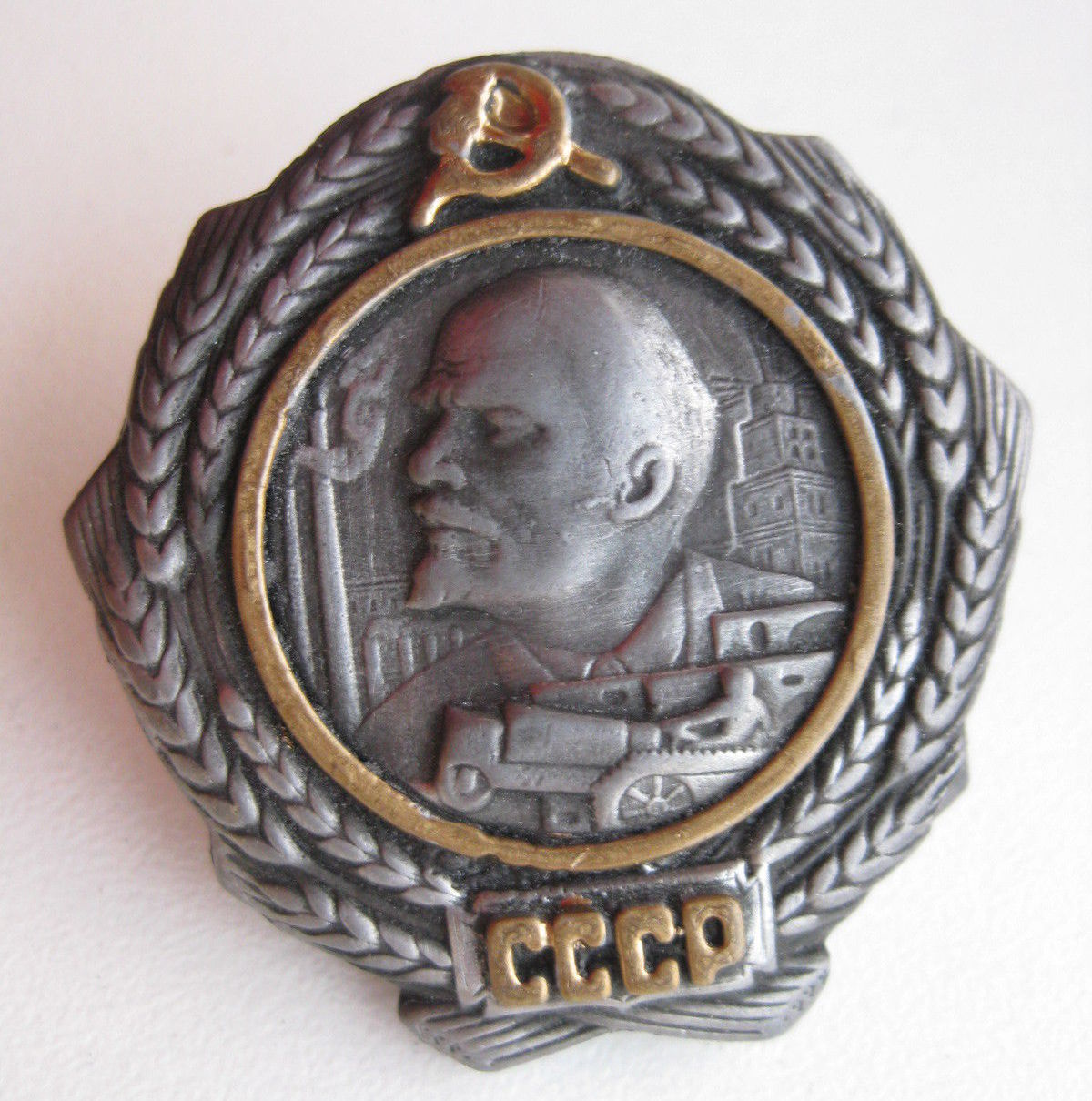